# 有れ、すると有る
有れ、すると有る（アラビア語: كُن فَيَكُونُ、kun fa-yakūnu、クン・ファヤクーヌ）とは、アッラーの創造に関するクルアーンの聖句において、繰り返し登場する文言である。

## 文法的な説明
この文言は、その原語であるフスハーでは、「كُن فَيَكُونُ (kun fa-yakūnu)」と表され、それは以下に示すように、3つの部分に分解できる。ただし、1番目と3番目にあるものは、いずれも同じ三字語根（カーフ・ワーウ・ヌーン）の動詞の派生形であって、その動詞はカーナとその姉妹たち（アラビア語: كان واخواتها）として知られる言葉の、特別なグループに属する。
1. كُن (kun) - 二人称男性単数命令形[1]
2. فَ (fa) - 英語では通常「and」と訳される接頭語[2]
3. يَكُونُ (yakūnu) - 三人称男性単数未完了形[2]

## 関連聖句とその和訳
以下は、その文言が現れる聖句の一覧である。なお、注意点が2つあり、それは次の通りである。
1. 注釈のついていない限り、「かれ」「主（しゅ）」「われ」は、いずれもアッラーという存在を指す[注釈 1]。
2. イスラム教（イスラーム）においては、アッラーを指す場合の「かれ」という代名詞について、それは言語的制約かその影響に他ならず、アッラーに性別があるわけではないとされる[3]。

| 節    | 原文 | 日本語訳 |
| ----- | --- | --- |
| 2:117 | بَدِيعُ السَّمَاوَاتِ وَالأَرْضِ وَإِذَا قَضَى أَمْراً فَإِنَّمَا يَقُولُ لَهُ كُن فَيَكُونُ                                                                         | （かれこそは）天と地の創造者である。かれが一事を決められ、それに「有れ。」と仰せになれば、即ち有るのである。 |
| 3:47  | قَالَتْ رَبِّ أَنَّى يَكُونُ لِي وَلَدٌ وَلَمْ يَمْسَسْنِي بَشَرٌ قَالَ كَذَلِكِ اللّهُ يَخْلُقُ مَا يَشَاء إِذَا قَضَى أَمْرًا فَإِنَّمَا يَقُولُ لَهُ كُن فَيَكُونُ                             | かの女は言った。「主よ、誰もわたしに触れたことはありません。どうしてわたしに子が出来ましょうか。」かれは言った。「このように、アッラーは御望みのものを御創りになられる。かれが一事を決められ、『有れ。』と仰せになれば即ち有るのである。」                             |
| 3:59  | إِنَّ مَثَلَ عِيسَى عِندَ اللّهِ كَمَثَلِ آدَمَ خَلَقَهُ مِن تُرَابٍ ثِمَّ قَالَ لَهُ كُن فَيَكُونُ                                                                     | イーサーはアッラーの御許では、丁度アーダムと同じである。かれが泥でかれを創られ、それに「有れ。」と仰せになるとかれは（人間として）存在した。 |
| 6:73  | وَهُوَ الَّذِي خَلَقَ السَّمَاوَاتِ وَالأَرْضَ بِالْحَقِّ وَيَوْمَ يَقُولُ كُن فَيَكُونُ قَوْلُهُ الْحَقُّ وَلَهُ الْمُلْكُ يَوْمَ يُنفَخُ فِي الصُّوَرِ عَالِمُ الْغَيْبِ وَالشَّهَادَةِ وَهُوَ الْحَكِيمُ الْخَبِيرُ | またかれこそは真理をもって、天と地を創造された方であられる。その日は、かれが「有れ」と仰せになれば、即ち有るのである。かれの言葉は真実である。ラッパが吹かれる日、大権はかれに属する。かれは幽玄界も現象界をも知っておられる。かれは英明にして凡てに通暁しておられる。 |
| 16:40 | إِنَّمَا قَوْلُنَا لِشَيْءٍ إِذَا أَرَدْنَاهُ أَن نَّقُولَ لَهُ كُن فَيَكُونُ                                                                                    | 本当に事を望む時それに対するわれの言葉は、唯それに「有れ」と言うだけで、つまりその通りになるのである。 |
| 19:35 | مَا كَانَ لِلَّهِ أَن يَتَّخِذَ مِن وَلَدٍ سُبْحَانَهُ إِذَا قَضَى أَمْرًا فَإِنَّمَا يَقُولُ لَهُ كُن فَيَكُونُ                                                              | アッラーに子供が出来るなどということはありえない。かれに讃えあれ。かれが一事を決定され、唯「有れ。」と仰せになれば、即ち有るのである。 |
| 36:82 | إِنَّمَا أَمْرُهُ إِذَا أَرَادَ شَيْئًا أَنْ يَقُولَ لَهُ كُنْ فَيَكُونُ                                                                                       | 何かを望まれると、かれが「有れ。」と御命じになれば、即ち有る。 |
| 40:68 | هُوَ الَّذِي يُحْيِي وَيُمِيتُ فَإِذَا قَضَى أَمْرًا فَإِنَّمَا يَقُولُ لَهُ كُن فَيَكُونُ                                                                           | かれこそは生を授け、また死を授ける方である。かれが一事を決められそれに対し「有れ。」と仰せになれば、即ち有るのである。 |